# James Alonzo Stahle

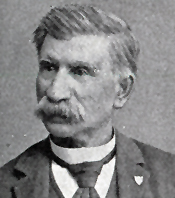
James Alonzo Stahle

James Alonzo Stahle (* 11. Januar 1829 in West Manchester, York County, Pennsylvania; † 21. Dezember 1912 bei York, Pennsylvania) war ein US-amerikanischer Politiker. Zwischen 1895 und 1897 vertrat er den Bundesstaat Pennsylvania im US-Repräsentantenhaus.

## Werdegang
James Stahle besuchte die öffentlichen Schulen seiner Heimat und die York Academy. Danach absolvierte er eine Lehre im Druckereihandwerk. Später arbeitete er als Schneider. Während des Bürgerkrieges diente er zwischen 1861 und Oktober 1864 in einer Einheit aus Pennsylvania im Heer der Union, in der er bis zum Oberstleutnant aufstieg. Zwischen 1869 und 1885 arbeitete er für die Finanzverwaltung in York in Pennsylvania. Außerdem wurde er in der Landwirtschaft tätig.
Politisch schloss sich Stahle der Republikanischen Partei an. Bei den Kongresswahlen des Jahres 1894 wurde er im 19. Wahlbezirk von Pennsylvania in das US-Repräsentantenhaus in Washington, D.C. gewählt, wo er am 4. März 1895 die Nachfolge des Demokraten Frank Eckels Beltzhoover antrat. Da er im Jahr 1896 auf eine weitere Kandidatur verzichtete, konnte er bis zum 3. März 1897 nur eine Legislaturperiode im Kongress absolvieren.
Nach dem Ende seiner Zeit im US-Repräsentantenhaus betätigte sich James Stahle wieder in der Landwirtschaft. Er starb am 21. Dezember 1912 auf seinem Anwesen nahe York.